# Trung tâm vũ trụ Guyane
Trung tâm vũ trụ Guyane (tiếng Pháp: Centre spatial guyanais, CSG) là một sân bay vũ trụ của Pháp và châu Âu nằm gần Kourou tại Guyane thuộc Pháp. Trung tâm này hoạt động từ năm 1968, vị trí của trung tâm này đặc biệt thích hợp cho một sân bay vũ trụ vì nó đáp ứng hai yêu cầu mang tính địa lý chủ yếu:
- Nằm gần Xích đạo, sự quay tròn của Trái Đất có thể truyền thêm tốc lực cho tên lửa khi nó được phóng hướng về phía đông, và
- Nó có lãnh thổ không có dân cư (trong trường hợp này là biển) ở phía đông, khi tên lửa còn ở cao độ thấp và các mảnh vỡ từ các lần phòng thất bại sẽ không thể rơi vào nơi cư trú của con người.

Cơ quan vũ trụ châu Âu, cơ quan Không gian Pháp CNES, và công ty thương mại Arianespace quản lý việc phóng từ Kourou. Đây là một sân bay do Cơ quan vũ trụ châu Âu sử dụng để gửi đồ cung cấp đến Trạm vũ trụ Quốc tế bằng cách sử dụng tàu vận tải tự hành.
Vị trí này được lựa chọn vào năm 1964 nhằm xây dựng nên một sân bay vũ trụ của Pháp.
Khi Cơ quan vũ trụ châu Âu (ESA) được thành lập vào năm 1975, Pháp đã đề nghị chia sẻ việc sử dụng Kourou với ESA. Các công ty không phải của châu Âu cũng mua các vụ phóng thương mại từ trung tâm. ESA trả hai phần ba ngân sách hàng năm của sân bay vũ trụ, và cũng tài trợ cho việc nâng cấp được thực hiện trong quá trình phát triển các tên lửa đẩy Ariane.